# Мерфрісборо (Північна Кароліна)
Мерфрісборо (англ. Murfreesboro) — місто (англ. town) в США, в окрузі Гертфорд штату Північна Кароліна. Населення — 2619 осіб (2020).

## Географія
Мерфрісборо розташоване за координатами 36°26′31″ пн. ш. 77°5′46″ зх. д. / 36.44194° пн. ш. 77.09611° зх. д. (36.442006, -77.096184).  За даними Бюро перепису населення США в 2010 році місто мало площу 5,93 км², з яких 5,80 км² — суходіл та 0,13 км² — водойми.

## Демографія
Згідно з переписом 2010 року, у місті мешкало 2835 осіб у 986 домогосподарствах у складі 605 родин. Густота населення становила 478 осіб/км².  Було 1107 помешкань (187/км²).
Расовий склад населення:
| - 50,9 % — чорних або афроамериканців - 44,9 % — білих - 1,0 % — азіатів - 0,2 % — корінних американців - 1,5 % — осіб інших рас |

До двох чи більше рас належало 1,4 %. Частка іспаномовних становила 2,9 % від усіх жителів.
За віковим діапазоном населення розподілялося таким чином: 16,6 % — особи молодші 18 років, 68,1 % — особи у віці 18—64 років, 15,3 % — особи у віці 65 років та старші. Медіана віку мешканця становила 27,5 року. На 100 осіб жіночої статі у місті припадало 89,0 чоловіків;  на 100 жінок у віці від 18 років та старших — 85,8 чоловіків також старших 18 років.
Середній дохід на одне домашнє господарство  становив 62 197 доларів США (медіана — 41 292), а середній дохід на одну сім'ю — 68 549 доларів (медіана — 51 125). За межею бідності перебувало 23,3 % осіб, у тому числі 41,3 % дітей у віці до 18 років та 12,7 % осіб у віці 65 років та старших.
Цивільне працевлаштоване населення становило 1129 осіб. Основні галузі зайнятості: освіта, охорона здоров'я та соціальна допомога — 36,1 %, роздрібна торгівля — 20,0 %, виробництво — 10,8 %, публічна адміністрація — 6,7 %.